# رود رد استوور
 رود رد استوور رودی است به رودخانه میسیسیپی می‌ریزد. این رود از کشور ایالات متحده آمریکا می‌گذرد.